# Yezoceryx testaceus
Yezoceryx testaceus là một loài tò vò trong họ Ichneumonidae.